# Příkrov

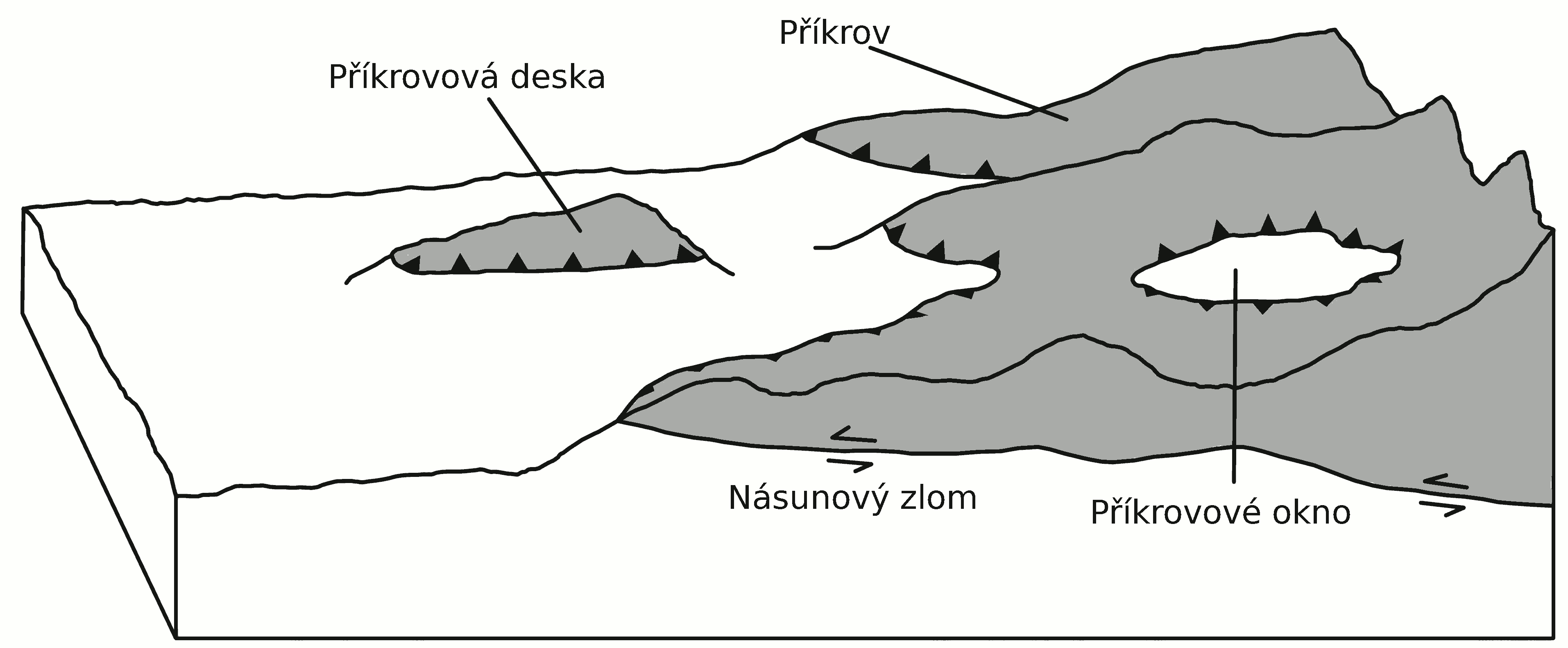
Příkrov, příkrovové okno, příkrovová troska a násunový zlom Šedě alochton; bíle autochton.

Příkrov je velké horninové těleso (alochton), které bylo přemístěno alespoň do vzdálenosti 5 km na jinou horninovou jednotku (autochton). K přemístění dochází buď tektonicky, nebo gravitačním skluzem.
Jsou popsány dva základní typy příkrovů:
- vrásový příkrov – tvořený rozsáhlou ležatou vrásou,
- kerný příkrov – tvořený přesunutými horninovými krami. Touto cestou vznikají četná pohoří (příkrovové pohoří), např. Alpy nebo Karpaty.

Příkladem příkrovů jsou subtatranské nebo austroalpinské příkrovy a jejich podjednotky.